# Antiblemma contenta
Antiblemma contenta är en fjärilsart som beskrevs av Heinrich Benno Möschler 1880. Antiblemma contenta ingår i släktet Antiblemma och familjen nattflyn. Inga underarter finns listade i Catalogue of Life.